# Balzac Paris
Pour les articles homonymes, voir Balzac.
Balzac Paris est une entreprise française de prêt-à-porter fondée en 2014. Elle conçoit et commercialise principalement des vêtements et accessoires destinés à une clientèle féminine.  
L'entreprise fonctionne majoritairement selon un modèle de vente directe en ligne. 

## Histoire
Balzac Paris est fondée par trois amis, Chrysoline et Victorien de Gastines ainsi que Charles Fourmaux. 
L'activité débute en 2011 par la vente de nœuds papillon confectionnés à la main, avant de s’orienter vers la fabrication de  sweats littéraires. En 2014, la société se spécialise dans le prêt-à-porter féminin. Le modèle économique repose sur une distribution directe au consommateur via Internet.
En 2021, une gamme beauté est créée avec le parfum Honorine.

## Nom et identité
Le nom de l’entreprise fait référence à l’écrivain Honoré de Balzac, les fondateurs ayant souhaité faire référence à son Traité de la vie élégante. Le style visuel et rédactionnel de la marque fait usage de références culturelles et d’un ton informel. L’entreprise communique également à travers un journal de marque, des contenus éditoriaux et des campagnes numériques.

## Boutiques
En 2022, la marque ouvre sa première boutique, à Paris,, rue d'Hauteville (10e arrondissement) qu'elle nomme « l'Adresse » ; puis une deuxième rue du Bac (6e arrondissement) en juillet 2024. Elle est depuis présente dans plusieurs grandes villes de France comme Bordeaux, Toulouse ou Lyon, et est également présente aux Galeries Lafayette à Paris (boulevard Haussmann) et Annecy, ainsi que dans les grands magasins Bongénie en Suisse.

## Collaborations
Balzac Paris collabore avec plusieurs marques pour des collections en édition limitée, notamment la marque britannique Barbour depuis 2023,. 